# Maurice Alhoy
Philadelphe-Maurice Alhoy, född 1802 i Paris, död där den 27 april 1856, var en fransk journalist, författare och dramatiker. 
Under restaurationen och julimonarkin, en period då enligt Mirecourt "en ny tidning föddes varje dag", grundade Alhoy Le Philanthrope (1825), Le Dandy, Le Pauvre Jacques (1829), Journal des familles, Gazette des enfants, Moniteur des gourmands och L’Ours (1834). Han deltog även i ett antal andra tidningars redaktioner, men han är främst känd som en av grundarna till Le Figaro vars första nummer utkom den 14 januari 1826. Tidningen gick dåligt i början och såldes efter två månader till Auguste Le Poitevin de L'Égreville, sedan till Victor Bohain.